# فریدپور-۲
فریدپور-۲ (به لاتین: Faridpur-2) یک منطقهٔ مسکونی در بنگلادش است که در ناحیه فریدپور واقع شده‌است.